# ФК Крушик
ФК Крушик је бивши фудбалски клуб из Ваљева, Србија. Клуб је основан 1939. године, а угашен је након фузије са фудбалским клубом Будућност из Ваљева у јулу 2014. године. Тада је настао нови клуб Будућност Крушик 2014.
Клуб је у сезони 2011/12. заузео прво место у Зони Дрина и пласирао се у виши ранг, Српску лигу Запад где се такмичио две сезоне, до 2014. године и фузије. Боја клуба је била црвена и жута.

## Новији резултати
| Сезона   | Ранг | Лига              | Позиција | ИГ | Д  | Н  | П  | ГД | ГП | ГР  | Бод | Куп                  |
| -------- | ---- | ----------------- | -------- | -- | -- | -- | -- | -- | -- | --- | --- | -------------------- |
| 2004/05. | 4    | Посавска зона     | 12.      | 30 | 13 | 4  | 13 | 48 | 44 | +4  | 43  | Није се квалификовао |
| 2005/06. | 4    | Посавска зона     | 13.      | 28 | 10 | 2  | 16 | 38 | 55 | -17 | 32  | Није се квалификовао |
| 2006/07. | 4    | Посавска зона     | 7.       | 28 | 12 | 10 | 6  | 51 | 34 | +17 | 46  | Није се квалификовао |
| 2007/08. | 4    | Зона Дунав        | 5.       | 38 | 20 | 5  | 13 | 59 | 36 | +23 | 65  | Није се квалификовао |
| 2008/09. | 4    | Зона Дунав        | 11.      | 34 | 12 | 9  | 13 | 39 | 39 | 0   | 45  | Није се квалификовао |
| 2009/10. | 4    | Зона Дрина        | 6.       | 30 | 12 | 7  | 11 | 46 | 45 | +1  | 43  | Није се квалификовао |
| 2010/11. | 4    | Зона Дрина        | 3.       | 30 | 13 | 8  | 9  | 36 | 30 | +6  | 47  | Није се квалификовао |
| 2011/12. | 4    | Зона Дрина        | 1.       | 30 | 17 | 8  | 5  | 39 | 20 | +19 | 59  | Није се квалификовао |
| 2012/13. | 3    | Српска лига Запад | 13.      | 30 | 9  | 6  | 15 | 25 | 34 | -9  | 33  | Није се квалификовао |
| 2013/14. | 3    | Српска лига Запад | 11.      | 30 | 7  | 12 | 11 | 35 | 38 | -3  | 33  | Није се квалификовао |